# Pedagogická fakulta Univerzity Karlovy

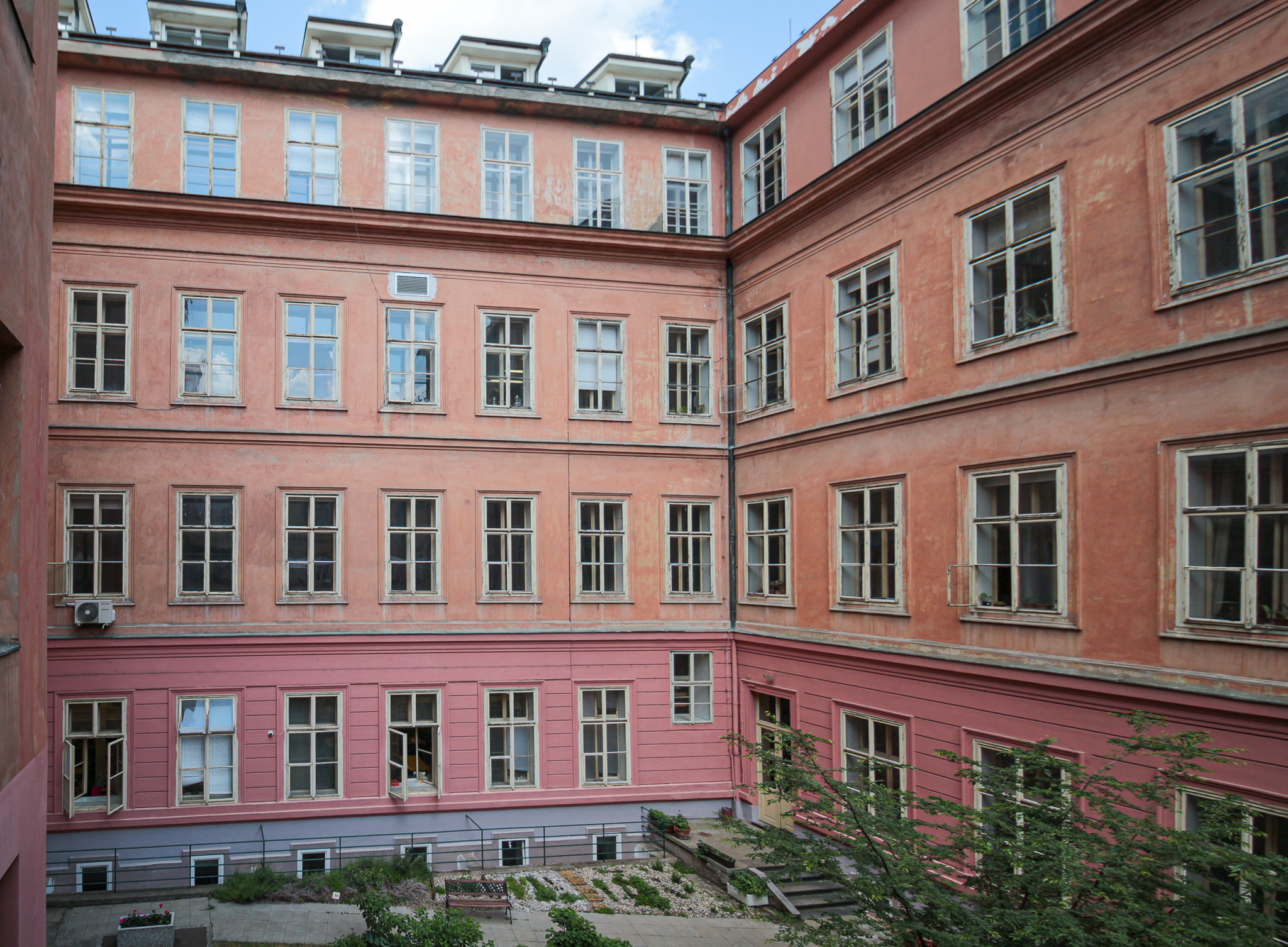
Dvůr fakulty

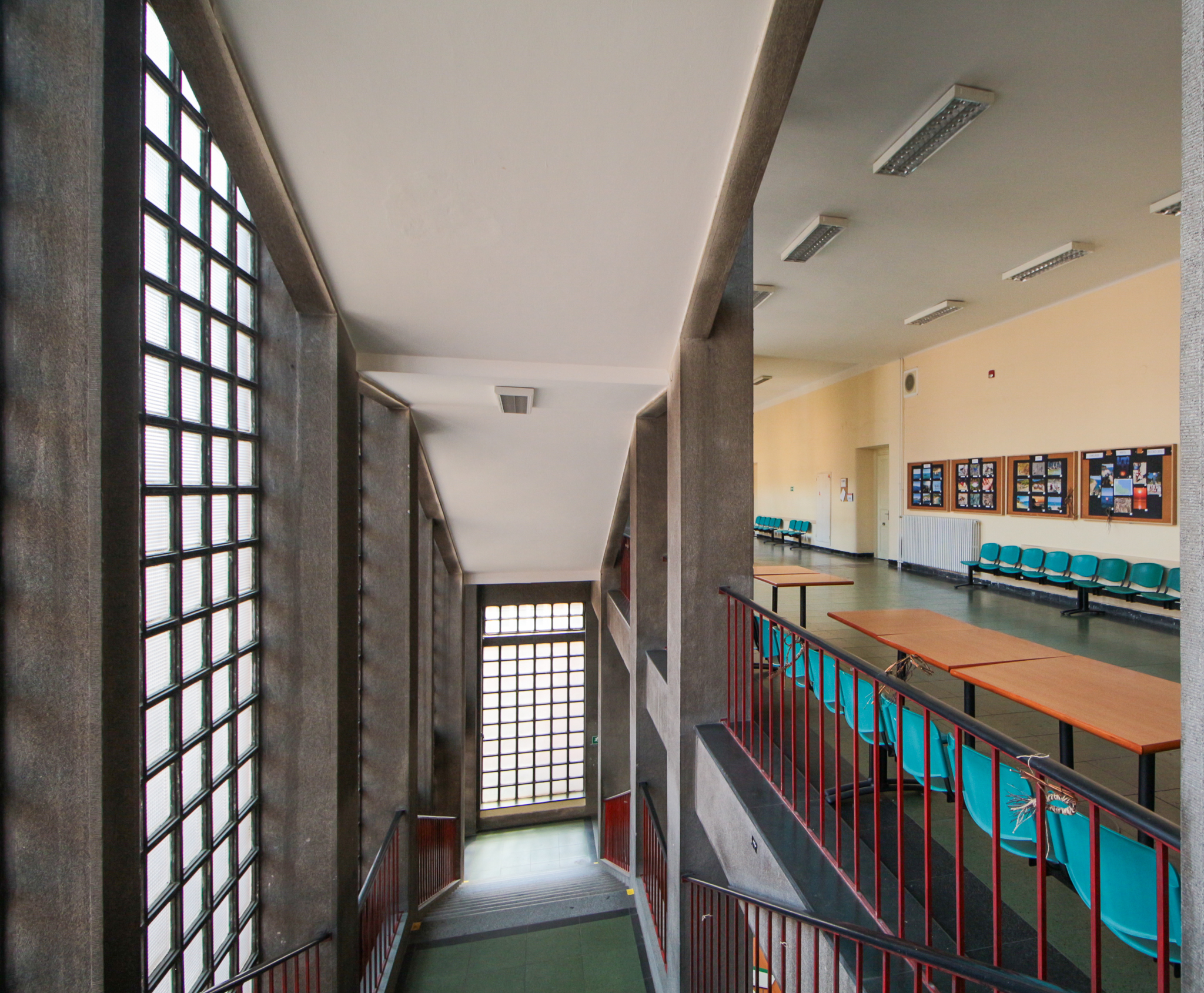
Interiér školy

Pedagogická fakulta Univerzity Karlovy (zkratka PedF UK) je jedna ze 17 fakult Univerzity Karlovy. Fakulta vznikla v roce 1946, roku 1953 byla zrušena a k její obnově dochází v roce 1964. 
Výuka probíhá v budovách sídlících v ulici M. D. Rettigové 4 (děkanát a většina kateder), Celetné ulici 13 (jazykové katedry), Myslíkově 7 (Katedra psychologie a Ústav pro výzkum a rozvoj školství), Vratislavově (Ústav pro pedagogické vzdělávání) a v Brandýse nad Labem (Katedra tělesné výchovy).

## Historie
Samostatné pedagogické fakulty začaly v Československu vznikat až po 2. světové válce na návaznosti na již dřívější požadavky na vysokoškolské vzdělání učitelů. Již 27.10. 1945 vydal Edvard Beneš dekret o vysokoškolském vzdělávání učitelů, na který navázal zákon o zřízení pedagogických fakult ze dne 9. 4. 1946. Podobu pedagogických fakult dále určilo vládní nařízení z 27. 8. 1946 o statutu pedagogických fakult. K zahájení zápisu na Pedagogickou fakultu Univerzity Karlovy došlo dne 25. 9. 1946. Slavnostnímu otevření fakulty, které proběhlo 15. listopadu 1946 v Domě umělců v Praze (dnešní Rudolfinum), byl přítomen prezident republiky Edvard Beneš. V roce 1948 zahájily činnost pobočky fakulty v Plzni a Českých Budějovicích, jednalo se i vzniku pobočky v Hradci Králové, která ovšem zřízena nebyla. Roku 1953 byly Pedagogické fakulty zrušeny a nahrazeny jinými typy ústavů pro vzdělávání učitelů. Nástupci pražské Pedagogické fakulty se v letech 1953–1959 staly Vysoká škola pedagogická, zahrnující Fakultu společenských věd, Fakultu přírodních věd a později ještě Fakultu tělesné výchovy a Vyšší pedagogická škola. Obě tyto instituce byly zrušeny v roce 1959, přesto ještě několik let po zrušení dobíhalo studium studentů těchto škol. Od akademického roku 1959/1960 převzaly vzdělávání učitelů Pedagogické instituty, které měly vzdělávat učitele pro 1. stupeň, zatímco učitelé vyšších ročníků měli získat vzdělání na univerzitě. Nástupci Vysoké školy pedagogické a Vyšší pedagogické školy se staly Pedagogické instituty v Praze a v Brandýse nad Labem. Od roku 1964 dochází k obnově Pedagogické fakulty Univerzity Karlovy.

## Studium
Vedle učitelských kombinací pro všechny stupně a typy škol (od MŠ, ZŠ, ZUŠ, SŠ, VOŠ a škol speciálních a praktických), fakulta nabízí také obory speciální sbormistrovství a psychologie. Fakulta má akreditaci pro vyučování učitelství VVP (= všeobecně vzdělávacích předmětů) všech oborů kromě latiny, španělštiny, fyziky, zeměpisu a deskriptivní geometrie. Fakulta vypisuje též obory speciální pedagogiky, environmentální výchovy a zdravovědy. Ze starého tzv. modulového systému studia fakulta v rámci tzv. Boloňského programu přešla na trojstupňový systém studia se stupni bakalář (Bc.), magistr (Mgr.) a doktor (Ph.D.). Fakulta je také akreditována pro rigorózní řízení doktorátu filozofie (PhDr.) a poskytuje habilitační (doc.) a profesorská (prof.) řízení v příslušných oborech. Vedle oborových didaktik fakulta umožňuje studium v doktorském čtyřletém programu Historické vědy (obor Historie ve veřejném prostoru), Filozofie (obor Filozofie výchovy) a Psychologie (obor Pedagogická psychologie).

### Bakalářské studium
V roce 2024 nabízí fakulta 26 bakalářských studijních programů prezenční formy ve dvou jazycích (čeština, angličtina). Vzhledem k tomu, že se v některých případech sdružují obory do dvouoborového studia (např. český jazyk - dějepis), nabízí se až 126 studijních programů.
- Všeobecné vzdělávací předměty (VPP) – např. Chemie se zaměřením na vzdělávání, Francouzský jazyk se zaměřením na vzdělávání nebo Tělesná výchova a sport se zaměřením na vzdělávání
- Učitelství pro mateřské školy
- Neučitelské obory – Psychologie s rozšířením o speciální pedagogiku, Pedagogika, Speciální pedagogika, Speciální pedagogika/Logopedie

V kombinované formě lze studovat například Školský management, Vychovatelství nebo Učitelství praktického vyučování a odborného výcviku.

### Magisterské studium
Fakulta nabízí pouze jedno nedělené magisterské studium, a to obor Učitelství pro 1. stupeň ZŠ, které lze studovat jak v prezenční, tak i v kombinované formě.

### Navazující magisterské studium
Po vystudování tříletého bakalářského studia může absolvent pokračovat v navazujícím studiu, po jehož úspěšném zvládnutí získá magisterský titul. Fakulta nabízí 28 studijních oborů v prezenční formě (z toho 118 studijních programů) v českém a anglickém jazyce.
- Všeobecné vzdělávací předměty (VPP) – např. Učitelství matematiky pro 2. stupeň ZŠ a SŠ nebo Učitelství výtvarné výchovy pro 2. stupeň ZŠ a SŠ a základní umělecké školy
- Neučitelské obory – Andragogika a management vzdělávání, Edukace a interpretace kulturně historického dědictví, Logopedie, Psychologie, Speciální pedagogika

V kombinované formě lze studovat například Pedagogiku předškolního věku.

## Struktura
Pedagogická fakulta se kromě děkanátu a studijního oddělení dnes člení na 1) vědecko-výzkumná, 2) výzkumně-výuková, 3) výuková a 4) ostatní pracoviště. Základními prvky jsou tedy ústavy, katedry, kabinety a centra (nebo střediska a vydavatelství). Katedry se mohou dále členit na oddělení.
V 90. letech 20. stol. byl součástí fakulty Institut základů vzdělanosti se studijním oborem Základy humanitních věd, který se později osamostatnil jako pracoviště univerzity a dnes transformoval ve Fakultu humanitních studií UK.
Fakulta disponuje širokou sítí fakultních škol (mateřských, základních, středních, vyšších, speciálních a praktických), výchovným ústavem, pedagogicko-psychologickými poradnami a diagnostickým ústavem v Praze a také Brandýse nad Labem.

## Katedry, ústavy, střediska

### Katedry
- Katedra andragogiky a managementu vzdělávání
- Katedra anglického jazyka a literatury
- Katedra biologie a environmentálních studií
- Katedra české literatury
- Katedra českého jazyka
- Katedra dějin a didaktiky dějepisu
- Katedra francouzského jazyka a literatury
- Katedra germanistiky
- Katedra hudební výchovy
- Katedra chemie a didaktiky chemie
- Katedra informačních technologií a technické výchovy
- Katedra matematiky a didaktiky matematiky
- Katedra občanské výchovy a filozofie
- Katedra pedagogiky
- Katedra preprimární a primární pedagogiky
- Katedra psychologie
- Katedra rusistiky a lingvodidaktiky
- Katedra speciální pedagogiky
- Katedra tělesné výchovy
- Katedra výtvarné výchovy

#### Zrušená pracoviště po roce 1989
- Katedra fyziky
- Katedra geografie a geologie
- Katedra marxismu-leninismu
- Katedra branné výchovy
- Katedra lidovýchovy
- Katedra polytechnické výchovy

#### Katedra andragogiky a managementu vzdělávání
V souvislosti se vznikem pedagogických fakult v Československo dekretem prezidenta republiky Edvarda Beneše a na základě zákona byla už v roce 1946 na Pedagogické fakultě University Karlovy ustanovena Katedra lidovýchovy. Výukovou činnost začala akademického roku 1947-1948 s vedoucím katedry prof. Tomášem Trnkou, spolupracovníkem a přítelem T. G. Masaryka, ale již v roce 1949 byl prof. Trnka s ideologických důvodů sezazen komunistickým režimem z ideových důvodů, byla mu zakázáno publikovat a v roce 1953 byla katedra zrušena. O dva roky později byl otevřen na tehdejší Fakultě žurnalistiky obor Osvětová výchova, ale po zániku této fakulty roku 1972 na nějakou dobu obor přešel na Filozofickou fakultu Univerzity Karlovy, kde se po roce 1989 změnil jak název oboru, tak název samotného pracoviště (na  Katedra andragogiky a personálního řízení), existuje tak dnes paralelně na FF UK, vedle Katedry andragogiky a managementu vzdělávání právě zpětně opět na Pedagogické fakultě UK, která zde byla založena pod tímto názvem roku 2018 pod vedením prof. Jaroslava Vetešky (před tím již minimálně 10 let existovala předchozí organizační forma těchto snah na PedF UK jako Centrum školského managementu).

#### Katedra biologie a environmentálních studií
Vznikla spolu s fakultou a za svou historii prošla katedra několika změnami názvů (v 60. letech jako Katedra biologie a základů zemědělské výroby, letech 90. jako Katedra biologie a ekologické výchovy). V roce 1979 došlo dokonce k jejímu zrušení a opětovnému otevření oborů učitelství přírodopisu a biologie až v roce 1994. Na katedře působily významné osobnosti české didaktiky jako Antonín Altmann a další. Dnes kromě oborových předmětů zajišťuje katedra i výuku společného základu (ekologie, antropologie).

#### Katedra informačních technologií a technické výchovy
Katedra se transformovala z původní dlouholeté Katedry polytechnické výchovy, která zajišťovala obory Pracovní vyučování pro 1. stupeň ZŠ a Technická výchova pro 2. stupeň ZŠ (později Základy techniky, dnes Informační a technická výchova pro ZŠ a SŠ). Technické vybavení dílen bylo v detašovaném pracovišti v Brandýse n. L.

#### Katedra českého jazyka
Na Katedře českého jazyka byl sestaven Slovník osobností jazykovědné bohemistiky (přístupný online). Katedra vydává Didaktické studie (od roku 2004 jako sborník, od roku 2009 jako časopis) a obnovila vydávání sborníku Filologické studie.

#### Katedra chemie a didaktiky chemie
Na katedře se kromě oboru Učitelství chemie pro 2. stupeň ZŠ a SŠ studuje také aprobace Rodinná výchova pro 2. stupeň ZŠ.

#### Katedra české literatury
Obsáhlá Encyklopedie literárních žánrů (2004) byla sepsána převážně vyučujícími KČL.
Pozn: Katedra českého jazyka a Katedra české literatury fungovaly svého času jako jedna katedra (Katedra českého jazyka a literatury, KČJL).

#### Katedra pedagogiky
Katedra vypisuje kromě oboru Učitelství pedagogiky pro SŠ i obor Zdravotní výchova pro 2. stupeň ZŠ a SŠ a Učitelství odborného výcviku pro SOU a vychovatelství. Katedra zajišťuje obecnou pedagogiku a oborovou pedagogiku v programech učitelství VVP, nikoli pedagogické obory pro 1. stupeň ZŠ a MŠ, které přísluší Katedře preprimární a primární pedagogiky. Také nezahrnuje léčebnou pedagogiku či psychopedii, logopedii, surdopedii a ergopedii, kterými se zabývá Katedra speciální pedagogiky.

### Střediska
- Centrum pro podporu a rozvoj pedagogických praxí
- Středisko vzdělávací politiky
- Vydavatelství
- Středisko informačních technologií
- Centrum podpory výuky
- Akademická poradna
- Centrum celoživotního vzdělávání

### Ústavy
- Ústav výzkumu a rozvoje vzdělávání

## Budovy

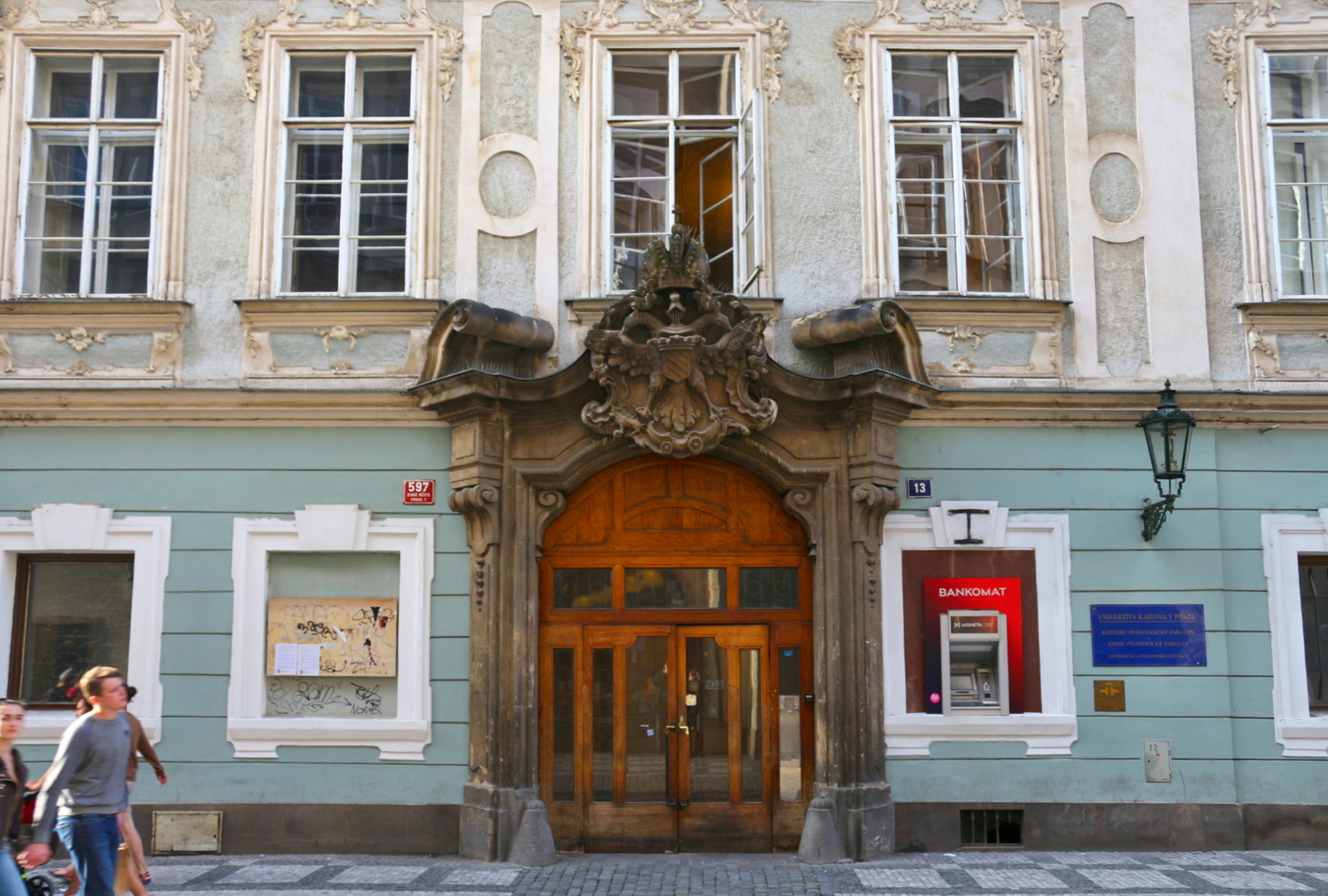
Caretto-millesimovský palác v Celetné ulici

Fakulta sídlí celkem ve čtyřech budovách:
- V historické budově čp. 597/I v Celetné ulici 13 s dochovanými gotickými sklepy býval pozdně barokní palác rodiny Caretto̠-Millessimo z roku 1756, kopie jeho plastického znaku je nad vchodem [18].
- Školní budova čp. 47/II–48/II v ulici Magdalény Rettigové 4 je umístěna v původně novorenesanční budově Městského dívčího gymnasia Elišky Krásnohorské s funkcionalistickými úpravami z let 1932–1934, které bylo vystaveno v letech 1882–1884 na místě zbořeného barokního konventu řádu trinitářů od kostela Nejsvětější Trojice.[19]
- V Brandýse nad Labem stojí moderní jednopatrová čtyřkřídlá budova s bazénem, postavená roku 1965 na východním okraji rudolfinské zámecké zahrady pro Pedagogický institut.
- Budovy čp. 208/II v Myslíkově ulici 7 (od architekta Matěje Blechy, stejně jako ve Vratislavově ulici pod Vyšehradem, sídlí v činžovních domech z přelomu 19.–20. století.[20] Od roku 2007 trvající právní spor o vlastnictví budov a pozemků v ulicích Celetné a M. D. Rettigové mezi Univerzitou Karlovou a hlavním městem Praha skončil v roce 2014 smírem (mimosoudním vyrovnáním): UK od té doby vlastní budovu a pozemek v Celetné, město budovu a pozemek v M. Rettigové; škola městu po dobu 50 let platí nájemné 12 000 Kč ročně.[21]

## Významní vyučující

### Andragogika a management vzdělávání
- prof. PhDr. Jaroslav Veteška, Ph.D., MBA (andragog a odborník v oblasti řízení lidských zdrojů, zakladatel a vedoucí katedry od r. 2018)

### Anglický jazyk a literatura
- doc. PhDr. Anna Grmelová, CSc., dr. h. c. (vedoucí katedry v letech 1993–2009, ve spolupráci s Britskou radou iniciovala vznik anglickojazyčné studovny v Celetné 13)
- doc. PhDr. Josef Grmela, CSc. (anglista, amerikanista)

### Biologie
- prof. RNDr. Ing. Zdeněk Černohorský, DrSc. (botanik)
- prof. RNDr. Jaroslav Lang, CSc. (zoolog, didaktik biologie)
- doc. RNDr. Lubomír Hrouda, CSc. (botanik)

### Český jazyk
- prof. PhDr. Radoslava Kvapilová Brabcová, CSc. (1935), vedoucí katedry (současná mluva)
- Alois Jedlička (v letech 1952–1955 byl proděkanem Pedagogické fakulty Univerzity Karlovy, poté prorektorem Vysoké školy pedagogické (1955–1959))[22]
- František Cuřín (1903–1986)
- prof. PhDr. Přemysl Hauser, CSc. (1959–1975)[23][24] (podle časopisu Slovo a slovesnost, 3/2011, s. 240, odešel na VŠP již roku 1954)
- prof. PhDr. Martina Šmejkalová, Ph.D. (1970), vedoucí katedry od roku 2009. Organizovala přípravu doktorského studia Didaktika českého jazyka, akreditovaného na Pedagogické fakultě UK od roku 2013

### Česká literatura
- doc. PhDr. Pavel Vašák, DrSc. (literární historik, mácholog, později také děkan fakulty)
- prof. PhDr. Felix Vodička, DrSc.(literární vědec)
- doc. PhDr. Miloš Sládek, Ph.D. (historik starší české literatury a kulturní historie)
- prof. PhDr. Dagmar Mocná, CSc. (historička literatury)
- PhDr. Josef Peterka, CSc. (básník, teoretik literatury, literární kritik)
- doc. PaedDr. Jaroslava Hrabáková, CSc. (historička literatury 19. st.)
- PhDr. Ondřej Hausenblas (pedagog kritického myšlení)
- prof. PhDr. Vladimír Křivánek, CSc. (básník, historik literatury)
- prof. PhDr. Pavel Janoušek, CSc. (literární vědec)
- prof. PhDr. Tomáš Kubíček, Ph.D. (literární vědec)

### Dějepis
- prof. PhDr. Petr Čornej, DrSc. (historik; zakladatel a vedoucí obnovené katedry)
- doc. PhDr. Ivana Čornejová, CSc. (historička)
- Mgr. Dušan Foltýn (historik – monasterolog)
- prof. PhDr. Petr Charvát, DrSc. (historik)
- prof. PhDr. Kateřina Charvátová, CSc. (historička)
- doc. PhDr. Jana Kepartová, CSc. (historička antického starověku)
- doc. PhDr. Petr Koura, Ph.D. (vedoucí katedry, historik soudobých dějin)
- prof. PhDr. Jiří Mikulec, CSc. (historik)
- doc. PhDr. Magdaléna Pokorná, CSc. (historička)
- prof. PhDr. Jiří Pokorný, CSc. (historik)
- prof. PhDr. Vít Vlnas, Ph.D. (historik období baroka a dějin umění)

### Fyzika
- doc. RNDr. Milan Rojko, CSc. (1962–71), didaktik fyziky

v současné době katedra fyziky na PedF UK neexistuje.

### Hudební výchova
- prof. Adolf Cmíral, skladatel a teoretik hudby
- doc. PhDr. Václav Drábek, CSc., muzikolog a pedagog hudby
- prof. PaedDr. Jaroslav Herden, CSc., hudební pedagog, ved. katedry (1990–2001)
- PhDr. Eduard Herzog, muzikolog, hudební režisér
- prof. PhDr. Eva Jenčková, CSc., muzikoložka a hudební pedagožka
- prof. PhDr. Miloš Jůzl, CSc., hudební estetik, ved. katedry est. a proděkan na FF UK
- doc. PhDr. Oldřich Kadlec, CSc., ved. katedry (1982–1990)
- prof. PaedDr. Jiří Kolář, CSc., sbormistr a hudební pedagog
- PhDr. Jiří Laburda, skladatel a hudební pedagog
- MgA. Milan Malý, sbormistr opery Národního divadla, uměl. šéf Čes. pěv. sboru
- prof. PhDr. Jaroslav Mihule, CSc., muzikolog, pedagog, skladatel, diplomat, prorektor, proděkan
- prof. PaedDr. Michal Nedělka, Dr., hudební pedagog, děkan, ved. katedry (2001–2007)
- PaedDr. Zdeněk Nouza, muzikolog, hudební redaktor
- doc. MgA. Jana Palkovská, klavíristka, hudební pedagožka, ved. katedry (2007–2018)
- prof. PhDr. Josef Plavec, DrSc., hudební pedagog, muzikolog, sbormistr, první ved. katedry (1952–1967)
- prof. PhDr. Ivan Poledňák, DrSc., muzikolog, hudební publicista
- doc. PhDr. František Sedlák, CSc., hudební psycholog, hudební pedagog, ved. katedry (1970–1982)
- PaedDr. Alena Tichá, Ph.D., hudební pedagožka
- prof. PaedDr. Luděk Zenkl, CSc., muzikolog, hudební teoretik

### Chemie
- prof. PhDr. Radim Palouš, dr.h.c. (chemik, filosof), rektor UK
- prof. Ing. František Liška, CSc. (chemik)

### Informační technologie a technická výchova
- Ing. Bořivoj Brdička, Ph.D. (lektor, autor, editor a propagátor vzdělávacích technologií)
- PhDr. Ondřej Neumajer, Ph.D. (konzultant vzdělávání, lektor, didaktik informatiky)
- prof. Ing. Boris Šimák, CSc. (bývalý děkan FEL ČVUT)
- doc. RNDr. Pavel Töpfer, CSc. (autor učebnic a didaktik algoritmizace a programování)

### Lidovýchova
- prof. PhDr. Tomáš Trnka (1888-1961), filozof, odborník na lidovýchovu, ředitel Masarykova lidovýchovného ústavu Svazu osvětového v Praze, 1. profesor lidovýchovy na Katedře lidovýchovy PedF UK (1947-1949), její faktický zakladatel, v březnu 1949 sesazen komunisty a zakázáno mu publikovat

V současné době katedra lidovýchovy na PedF UK neexistuje. Na její předkomunistickou, demokratickou tradici volně navázala od r. 2018 nová Katedra andragogiky a managementu vzdělávání.

### Matematika
- prof. RNDr. Milan Hejný, CSc., (didaktik matematiky)
- prof. RNDr. Emil Kraemer, CSc. (1910–1981), vyučoval deskriptivní geometrii v letech 1946-1981, prorektor UK
- prof. RNDr. Ladislav Kvasz, Dr., DSc., (slovenský matematický filozof a teoretik vědy)
- doc. RNDr. Oldřich Odvárko, CSc., (autor středoškolských učebnic matematiky)
- doc. RNDr. Jaroslav Zhouf, Ph.D., (autor středoškolských učebnic matematiky)
- prof. RNDr. Naďa Vondrová, Ph.D. (didaktička matematiky, vedoucí katedry)

### Občanská výchova a filozofie
- doc. PhDr. Soňa Dorotíková, DrSc., (filosofie hodnot, axiologie, etika)
- doc. Mgr. Michael Hauser, Ph.D., (filozof, překladatel a zakladatel občanského sdružení Socialistický kruh, vedoucí katedry)
- prof. PhDr. Anna Hogenová, CSc., (filosofka, fenomenoložka)
- prof. PhDr. Jan Županič, Ph.D., (historik)
- prof. ThDr. et ThDr. Otakar Antoň Funda (filozof, náboženský spisovatel, profesor, publicista, překladatel, religionista a teolog)
- doc. PhDr. Zdeněk Pinc, (filozof)
- prof. PhDr. Jan Sokol, Ph.D., CSc., ministr školství (pedagog, filosof, novinář, politik)
- doc. PhDr. Josef Špůr, CSc. (fenomenolog)
- prof. PhDr. Jaroslava Pešková, CSc. (filozofka, komenioložka)
- Mgr. Tomáš Samek, Ph.D., M.A. (lingvistický antropolog)

### Ruský jazyk a literatura
- prof. PhDr. Stanislav Jelínek, CSc., vedoucí katedry (didaktika ruštiny, lingvodidaktika)
- univ. prof. PhDr. Leontij Vasiljevič Kopeckij, DSc., (1894–1976), vedoucí katedry, rusista (lexikograf, autor dosud nejrozsáhlejšího šestisvazkového výkladového Velkého slovníku česko-ruského a rusko-českého)
- prof. PhDr. Zdeněk František Oliverius, CSc., vedoucí katedry, profesor (1962–1978), profesor na Mohasnově univerzitě v Melbourne v Austrálii (lingvista, metodik ruského jazyka, autor celostátních učebnic ruštiny)

### Speciální pedagogika
- prof. MUDr. PhDr. Miloš Sovák, DrSc., zakladatel české logopedie, první vedoucí katedry
- prof. PaedDr. František Kábele, dr. h. c., logoped, somatoped, náměstek ministra školství

### Pedagogika
- akad. prof. Dr. Otokar Chlup, první děkan fakulty, výzkumník Výzkumného ústavu pedagogického AV ČSSR
- doc. PaedDr. Jiří Kyrášek, CSc. (dějiny pedagogiky, komeniologie)
- prof. PhDr. Jan Průcha, DrSc., dr. h. c. (1934-2021) (pedagogika, zakladatel České asociace pedagogického výzkumu, působil v mezinárodních vědeckých organizacích a redakčních radách odborných časopisů)
- prof. PhDr. Jarmila Skalková, DrSc. (obecná didaktika, komparativní pedagogika), členka-korespondentka ČSAV
- doc. PhDr. Růžena Váňová, CSc., (historička pedagogiky)
- prof. PhDr. Eliška Walterová, CSc. (komparativní pedagogika)

### Preprimární a primární pedagogika
- doc. PhDr. Eva Opravilová, CSc. (odbornice v problematice předškolní výchovy dětí, publicistka a autorka odborné literatury určené především pro pedagogický personál v mateřských školkách)

### Psychologie
- prof. PhDr. Zdeněk Helus, DrSc., dr.h.c., děkan (autor skript dětské psychologie)
- prof. Dr. Jan Jiránek, DrSc., autor učebnic dětské a vývojové psychologie
- prof. PhDr. Stanislav Štech, CSc., vedoucí katedry, prorektor UK pro rozvoj, ministr školství ČR (červen až prosinec 2017)

### Vyučovací technika
- prof. PhDr. Radim Palouš, dr.h.c., rektor UK (filosof, propuštěn roku 1977)
- Radomír Rys, kolem 1970–1978

### Výtvarná výchova
- Cyril Bouda, národní umělec[5] (kresba v letech 1946–72)
- Jaroslav Bureš, vedoucí katedry v letech 1946–85 (písmo a dekorace)
- Karel Lidický, národní umělec (modelování v letech 1946–65)
- Martin Salcman, národní umělec (malba v letech 1946–76)
- František Emler, (malba v letech 1946–72)
- Quido Fojtík, zasloužilý umělec, vedoucí katedry (kuratela umění, teorie výtvarné výchovy 1925–96)
- Miroslav Míčko, (teorie a historie umění v letech 1952–58)
- Karel Šmíd, (grafika v letech 1964–80)
- Zdeněk Krybus, (modelování v letech 1966–80)
- Ladislav Leitgeb, proděkan (malba v letech 1970–79)
- Zdeněk Sýkora, národní umělec (počítačová grafika v letech 1947–66)
- Vladimír Leština, (výtvarná výroba, např. dekorace loutek, v letech 1970–78)
- Raoul Trojan, vedoucí katedry (teorie výtvarné výchovy)
- Leo Vaniš, tajemník katedry (dekorativní kompozice, písmo v letech 1963–88)
- Jiří Waage, (fotografie)
- Jaromír Uždil, (teorie výtvarné výchovy)
- Kamil Linhart, (grafika v letech 1956–80)
- František Kovárna, (výtvarná estetika, obecná estetika v letech 1947–48)
- Vladimír Denkstein, (historie umění, estetika, muzeologie)
- František Zrzavý, (výtvarná anatomie)
- Alois Houba, první vedoucí Ústavu výtvarné výchovy
- Zdeněk Musil, děkan
- Jaromír Adamec, (historie umění)
- František Zedníček, (keramika a užitá tvorba)
- Vladimír Bidlo, (užitá grafika, typografie)

### Zeměpis
- doc. RNDr. Jaromír Janka, CSc. (Vedoucí katedry 1956–73)

v současné době katedra zeměpisu na PedF UK neexistuje, studijní obor byl otevřen v akademickém roce 2017/2018

## Studentské spolky
V současné době[kdy?] zažívá Pedagogická fakulta obrodu v podobě studentských aktivit. Do roku 2013 existoval na fakultě pouze jeden spolek, a to PPPPP (První pražská pedagogická pivní peruť), který fungoval především na Katedře dějin a didaktiky dějepisu.
V roce 2013 vznikl studentský spolek Agora a svojí činností dal impulz ke vzniku dalším spolkům. Od roku 2013 přibyly další dva spolky, a to Pedagogický spolek Emil na Katedře primární pedagogiky a studentský spolek Drosophila na Katedře biologie. Tato nová vlna spolků se již nepodílí pouze na fakultní či katedrální úrovni, ale i na univerzitní prostřednictvím senátu AS UK či Studentské unie UK.

### První pražská pedagogická pivní peruť (PPPPP)
PPPPP je neformální studentsko-profesorská organizace, která vznikla v roce 1994 na Katedře dějin a didaktiky dějepisu (KDDD). Jedná se o jeden z nejstarších fungujících spolků na UK s členskou základnou čítající několik stovek současných a bývalých studentů a pedagogů PedF UK.
Výkonným orgánem je náčelník, kterého volí předsednictvo, které se skládá z pěti podnáčelníků za jednotlivé studijní ročníky a jejich zástupců, dále z tajemníka a pokladníka, kaplana, členů rady a exnáčelníků. Čestným prezidentem PPPPP je prof. PhDr. Petr Čornej, DrSc. a Čestným viceprezidentem PaedDr. František Parkan.
Páteřními akcemi PPPPP jsou společenské večery s obsáhlým programem, které se pořádají 3-4x do roka.
Oficiálním časopisem PPPPP je Byltén PPPPP, který vychází nepravidelně.
Nadační fond PPPP se podílel na vzniku a vydávání sborníku KDDD Marginalia Historica. Od roku 2015 zaštítil cyklus vycházkového semináře na KDDD. Od roku 2014 společně se studentským spolkem Agora pořádá seznamovací kurz pro obory Dějepis a ZSV.
Náčelníci:
- Tomáš Mikeska (1994–1997)
- František Grunt (1997–1999)
- Miroslav Houska (1999–2001)
- Petr Mikeska (2001–2004)
- Petr Procházka (Dačický) (2004–2007)
- Martin Okleštěk (Oki) (2007–2010)
- Filip Teigiser (2010–2014)
- Martin Zelinka (2014–2021)
- Linda Bendová (2021–doposud)

### Studentský spolek Agora z.s.
Agora vznikla v roce 2013 z iniciativy studentů Katedry dějin a didaktiky dějepisu a Katedry občanské výchovy a filozofie. Zakládajícími členy byli studenti Tomáš Bederka, Marek Rod a Petr Hatala.
Spolek prošel v prvních letech své existence poměrně prudkým vývojem a ze tří zakládajících členů se počet prozatím ustálil na cca 50. Po několikeré změně stanov je organizační struktura následující:
- Předseda
- Místopředseda
- Tajemník
- Radní pro komunikaci
- Radní pro marketing
- Radní pro projekty[28]

Současné vedení spolku (volební období 2020-2021):
- Předseda – Lenka Nováková
- Místopředseda – František Posolda
- Tajemník – Miroslav Kotrs
- Radní pro komunikaci – Lucie Benýšková
- Radní pro marketing – Tomáš Malimánek
- Radní pro projekty – Zuzana Rybařová

Hlavním cílem Agory je reforma pražské pedagogické fakulty skrze udržitelné změny. Druhým neméně důležitým cílem je vzdělávání a profesní posun samotných členů, aby byli co nejlépe připraveni na učitelské povolání.
Spolek založil fakultní festivaly Dvorky a Letní piknik.
Spolek vydával časopis Post Septem, kam přispívali studenti fakulty.
Agora byla také aktivním členem Studentské unie UK.
Jednoho ze zakladatelů a zároveň prvního předsedu spolku Tomáše Bederku vystřídala na postu předsedy v červnu roku 2015 Daniela Čechová. Současnou předsedkyní spolku je od června 2016 Zuzana Režná.
Předsedové spolku
- Tomáš Bederka
- Daniela Čechová
- Zuzana Režná
- Veronika Müllerová
- Lenka Nováková

Čestnými členy 1. stupně, za mimořádné zásluhy jsou
- Mgr. Tomáš Bederka
- prof. PaedDr. Radka Wildová, CSc.
- PhDr. Josef Stracený, CSc.
- Mgr. David Pavlorek
- Mgr. Jiří Svintek

### Pedagogický spolek Emil
Emil vznikl prozatím jako neformální sdružení studentů v roce 2014 na Katedře primární pedagogiky. Na jeho založení se podílel Studentský spolek Agora z.s., který předával svoje zkušenosti z chodu podobné organizace.
3. července 2015 byl spolek zapsán do obchodního rejstříku.
Spolek se zabývá alternativními přístupy v pedagogice, zpřístupněním metody výuky matematiky podle pana profesora Milana Hejného, organizováním aktivit pro děti v rámci fakulty i univerzity. V seznamu jeho aktivit toho ale lze najít mnohem víc.
Zásadním počinem pro spolek je obnovení tradice Dne dětí, učitelů a rodičů (tzv. D-DUR).
Současnou předsedkyní je Veronika Matějová. Rada spolku má celkem čtyři členy.

## Významní studenti
- Radim Palouš[35], filozof a komeniolog
- Michaela Fišarová, spisovatelka
- Eliška Horelová, básnířka a autorka knih pro děti
- Václav Hrabě, básník
- Lubor Kasal, básník
- Vladimír Křivánek, básník a literární vědec
- Rudolf Matys, básník a esejista
- Luboš Merhaut, literární historik
- Stanislav Rudolf, spisovatel
- Ladislav Smoljak, divadelník, dramatik a scenárista
- Miloň Čepelka, člen divadla Járy Cimrmana, básník, spisovatel
- Jaroslav Weigel, malíř, grafik, člen divadla Járy Cimrmana
- Zdeněk Svěrák, divadelník, dramatik, spisovatel a scenárista
- Miloslav Šimek, komik, moderátor
- Karel Šiktanc, básník
- Miloš Zapletal[36], spisovatel a scenárista
- Jan Kalina, zpěvák kapely Sto zvířat
- Vít Kremlička – básník, spisovatel, publicista